# Podnebí Jižní Ameriky

Jižní Amerika

Podnebí Jižní Ameriky se dělí na tři podnebné pásy. Velká část území se nachází v tropickém podnebném pásu. Jižní cíp leží v mírném podnebném pásu a severní část v subtropickém podnebném pásu. Území stále vlhkých tropů kolem rovníku je pokryto tropickými deštnými lesy. Řeky tam jsou velmi vodné. Ve střídavě vlhkých tropech převládají savany. Řeky mají kolísavé průtoky, což je důsledkem střídáním období dešťů a sucha. Velký rozdíl je mezi vlhkým pobřežím Atlantského a suchým pobřežím Tichého oceánu.

## Tropická zóna
Průměrné teploty v Amazonské nížině se pohybují mezi 25 a 27 °C.
Naopak ekvádorské Quito (2850 m n. m.) má celoročně jen 13 °C. Na náhorní plošině Altiplano ve středních Andách, kde nejvyšší letní teploty nepřesahují 10 °C, hodnota teplot klesá nebo stoupá s nadmořskou výškou. Srážky v tropech okolo rovníku jsou téměř pravidelné, dopoledne výpar, odpoledne déšť. Dosahují hodnot 2 000 až 9 000 mm ročně. Nejvyšší úhrny srážek mají návětrné svahy hor díky jihovýchodním a severovýchodním pasátům, které přinášejí vláhu od Atlantiku.
Na pobřeží Tichého oceánu se rozprostírají pouště. Jedním z důvodů jejich vzniku je horská hradba And, která zabraňuje vlhkým pasátům v proudění na západ. Dalším důvodem je Humboldtův proud (Peruánský proud), který omývá jihoamerické břehy až po Guayaquilský záliv. Tento úzký (80–150 námořních mil) a chladný proud zasahující do hloubek 40–80 m výrazně ochlazuje pobřeží. Teploty vody při pobřeží severního Chile dosahují 5–6 °C. Okolí Peruánského proudu patří k nejsušším místům na světě. Většina pobřeží má pod 50 mm srážek za rok, např. ve městě Arica v severním Chile spadne jen 0,4 mm srážek za rok. Řídká vegetace čerpá vláhu z mlhy, která vzniká nad studeným povrchem proudu vlivem teplotní inverze. Účinkem Coriolisovy síly dochází k odchylování proudu od pobřeží. Na tato místa vystupují od pobřeží, kde původně byl Peruánský proud, hlubinné výstupné proudy, které ještě více zchlazují povrchové proudy Peruánského proudu. Stejně tak jsou stáčeny pasáty, které vanou podél pobřeží od jihu a jihovýchodu. Vítr, který by mohl poušť obohatit vláhou, se díky tomu nedostane na pobřeží.

## Subtropická zóna
V této oblasti kolísají teploty více než v tropech. Srážky přinášejí pasáty z Atlantiku. Podnebí je tu stále vlhké s horkým létem a teplou zimou. Ve vnitrozemí je v zimě chladněji a sucho. V podhůří And se nacházejí rozlehlé travnaté plochy, které v době letních přívalových dešťů bývají z poloviny zaplaveny.

## Mírná zóna
Mírná zóna se nachází na samém jihu Jižní Ameriky. Teploty tam jsou nižší s velkými výkyvy během roku. Západní větry přinášejí do mírné zóny, hlavně do západní Patagonie velké srážky (500 mm ročně), kde podmiňují růst listnatých lesů. Východní Patagonie leží ve srážkovém stínu And. Převládají tu křovinaté stepi, které na jihu přecházejí v chladné polopouště.

## Köppenova klasifikace podnebí

Jižní Amerika dle Köppenovy klasifikace podnebí

Dle Köppenovy klasifikace podnebí lze na území Jižní Ameriky nalézt následující druhy klimatu: 
- A = tropické podnebí (teplota ve všech měsících je vyšší než 18 °C)
  1. Af = podnebí tropického dešťového pralesa (f = dostatek srážek ve všech měsících)
  2. Am = tropické monzunové podnebí (m = monzunové)
  3. Aw = savanové podnebí se suchými zimami (w = suché zimy)
- B = suché podnebí, tj. aridní a semiaridní podnebí (srážky v závislosti na teplotě nejsou dostatečné pro růst vegetace)
  1. Bs = stepní podnebí (s = suchá léta)
    1. Bsh = horké semiaridní podnebí (h = horké)
    2. Bsk = studené semiaridní podnebí (k = studené)

  2. Bw = pouštní podnebí (w = suché zimy)
    1. Bwh = horké aridní podnebí
    2. Bwk = studené aridní podnebí
- C = mírné podnebí, také mírně teplé podnebí (teploty nejchladnějšího měsíce jsou mezi +18 °C a −3 °C)
  1. teplé vlhké podnebí (f = dostatek srážek ve všech měsících)
    1. Cfa = vlhké subtropické podnebí (a = horká léta)
    2. Cfb = mírné oceánické podnebí (b = teplá léta)
    3. Cfc = subpolární oceánické podnebí (c = chladná léta a studené zimy)

  2. teplé podnebí se suchou zimou (w = suché zimy)
    1. Cwa = monzuny ovlivněné vlhké subtropické podnebí
    2. Cwb = monzuny ovlivněné mírné oceánické podnebí
    3. Cwc = monzuny ovlivněné subpolární oceánické podnebí

  3. teplé podnebí se suchým létem (s = suchá léta)
    1. Csa = středomořské podnebí s horkými léty
    2. Csb = středomořské podnebí s teplými léty
    3. Csc = středomořské podnebí s chladnými léty
- D = boreální podnebí nebo kontinentální podnebí, také mírně studené podnebí (teploty nejteplejšího měsíce jsou nad +10 °C a teplota nejchladnějšího měsíce je pod −3 °C)
  1.     1. Dfc = subpolární podnebí (c = chladná léta a studené zimy)
    2. Dsb = středomořsky ovlivněné vlhké kontinentální podnebí s teplými léty
    3. Dsc = subpolární podnebí
- E = studené podnebí (teploty nejteplejšího měsíce jsou pod +10 °C)
  1. ET = podnebí tundry a výškové podnebí nad 3 000 m (T = tundra)
  2. EF = ledové podnebí, respektive podnebí trvalého mrazu (F = ledové)